# 미하엘 미할스키
미하엘 미할스키(Michael Michalsky, 1967년 ~ )는 아디다스의 글로벌 크리에이티브 디렉터로서 2005년 5월 독일 태생의 브랜드 MCM의 새로운 크리에이티브 디렉터로 임명되었다.
또한, “진정한 품질과 장인 정신을 기초로 하는 것이야말로 명품 브랜드의 미래를 만들 수 있으며, 믹스 앤 매치, 전통과 새로움, 저가와 고가, 트랜디와 복고 등. 무얼 하든 그것에 상관치 말고 추진하길 바란다”고 말하고 있다.

## 약력

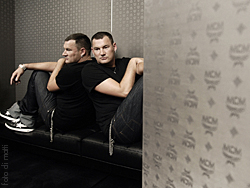

마이클 미셸스키는 독일 함부르크 근교에서 태어났으며, 13살에 칼 라거펠트와 요지 야마모토 등의 영향을 받아 패션 디자이너가 되기 위해서 런던으로 유학을 갔다.
1992년 런던 패션 대학에서 패션공부를 마치고 독일로 돌아와 리바이스에 입사하였으며, 1995년 아디다스의 제의를 받는다. 미하엘 미할스키는 글로벌 부서의 재편성과 글로벌 디자인 팀을 구성하게 된다. 2000년, 글로벌 크리에이티브 디렉터로의 승진과 동시에 요지 야마모토와 Y-3 프로젝트를 진행하였다.

## 취미
마이클 미셸스키는 사진 찍기를 취미로 삼았다. 또한, 마이클은 허버트 리스트와 이바, 에드먼드 케스팅의 작품과 1950 - 1970년대의 패션 사진을 모으는 수집가이기도 하다.

## 수상 경력
- 2003년 ‘올해의 독일 디자이너 상’을 수상.